# Villa di San Filippo
Villa di San Filippo si trova nella strada delle Ginestre 6 a Ponzano, frazione di Barberino Val d'Elsa.

## Storia e descrizione
La villa è nata dall'ampliamento di una dimora signorile del XVI secolo, ingrandita nel Settecento e dotata di un corpo di fabbrica simmetrico agli inizi del Novecento, che le ha dato la caratteristica forma gemellare nel panorama circostante. Appartenne ai Baroncelli, mentre oggi è dei Costagli, che gestiscono anche i poderi circostanti, soprattutto viticoli.
I prospetti in pietra sono arricchiti da tre ordini di finestre, mentre la copertura è a quattro falde, con al centro, in ciascuna ala, una colombaia.
Dal piazzale antistante la facciata si accede, tramite una scala a due rampe, al giardino su un terrapieno, oltre il quale prosegue via San Filippo a Ponzano.